# Charltona inconspicuellus
Charltona inconspicuellus là một loài bướm đêm trong họ Crambidae.